# Gemeentelijke herindelingsverkiezingen in Nederland 1977
Gemeentelijke herindelingsverkiezingen in Nederland 1977 geeft informatie over tussentijdse verkiezingen voor een gemeenteraad in Nederland die gehouden werden op 21 september 1977.
De verkiezingen werden gehouden in dertien gemeenten die betrokken waren bij een herindelingsoperatie die op 1 januari 1978 is doorgevoerd.
De volgende gemeenten waren bij deze verkiezingen betrokken:
- de gemeenten Beusichem, Buren en Zoelen: samenvoeging tot een nieuwe gemeente Buren;[1]
- de gemeenten Beesd, Buurmalsen, Deil en Geldermalsen: samenvoeging tot een nieuwe gemeente Geldermalsen;[1]
- de gemeenten Est en Opijnen, Haaften, Ophemert, Varik en Waardenburg: samenvoeging tot een nieuwe gemeente Neerijnen;[1][2]
- de gemeente Tiel en gedeelten van de gemeenten Ophemert en Zoelen: samenvoeging tot een nieuwe gemeente Tiel.[1]

In deze gemeenten zijn de reguliere gemeenteraadsverkiezingen van 31 mei 1978 niet gehouden.
Door deze herindelingen daalde het aantal gemeenten in Nederland per 1 januari 1978 van 842 naar 833.